# Автомагістраль А33 (Франція)
Автомагістраль A33 має 26,8 кілометри довжини і пролягає північному сході Франції. Вона є частиною європейського маршруту E23.

## Маршрут
Дорога всього 26,8 кілометри і сполучає Нансі з Домбасль-сюр-Мерт. Після Люневіль дорога стає N333 до Бламон. Дорога є модернізацією N4, яка тепер називається N4a.